# Ikonoborstvo
Ikonoborstvo ili ikonoklazam (from Greek: стгрч. εἰκών + стгрч. κλάω) je društveno verovanje u važnost uništavanja ikona i drugih slika ili spomenika, najčešće iz verskih ili političkih razloga. Ljudi koji se bave ili podržavaju ikonoklazam nazivaju se ikonoklastima, što je izraz koji se figurativno primenjuje na svakog pojedinca koji osporava „negovana verovanja ili poštovane institucije na osnovu toga da su pogrešna ili pogubna“.
Nasuprot tome, onaj ko duboko poštuje religiozne slike naziva se (od strane ikonoboraca) ikonopoklonikom; u vizantijskom kontekstu takva ličnost se naziva ikonodulom ili ikonofilom. Ikonoborstvo generalno ne obuhvata uništavanje likova određenog vladara nakon njegove ili njene smrti ili svrgavanja, što je praksa poznatija kao damnatio memoriae.
Iako ikonoklazam mogu da sprovode pristalice različite religije, on je češće rezultat sektaških sporova između frakcija iste religije. Termin potiče iz vizantijskog ikonoborstva, borbe između zagovornika i protivnika religioznih ikona u Vizantijskom carstvu od 726. do 842. godine. Stepeni ikonoborstva uveliko variraju među religijama i njihovim ograncima, ali su najjači u religijama koje se protive idolopoklonstvu, uključujući avraamske religije. Van religioznog konteksta, ikonoklazam se može odnositi na pokrete za široko rasprostranjeno uništavanje simbola ideologije ili uzroka, kao što je uništavanje monarhističkih simbola tokom Francuske revolucije.

## Ikonoborstvo u hrišćanskoj istoriji
Poznati su raštrkani izrazi protivljenja upotrebi slika: 305–306. godine, činilo se da je Elvirski sinod podržavao ikonoborstvo; Kanon 36 kaže: „Slike se ne smeju stavljati u crkve, da ne bi postale objekti bogosluženja i obožavanja.“ Proskripcija je prestala nakon uništenja paganskih hramova. Međutim, rasprostranjena upotreba hrišćanske ikonografije počela je tek kada se hrišćanstvo sve više širilo među neznabošcima nakon legalizacije hrišćanstva od strane rimskog cara Konstantina (oko 312. godine). Tokom procesa hristijanizacije pod Konstantinom, hrišćanske grupe su uništile slike i skulpture koje su izražavale politeističku državnu religiju Rimskog carstva.
Među ranim crkvenim teolozima, ikonoklastičke tendencije su podržavali teolozi kao što su: Tertulijan, Kliment Aleksandrijski, Origen, Laktancije, Justin Filozof, Jevsevije Kesarijski i Epifanije Kiparski.

## Napomene
1. ↑  From стгрч. εἰκών + κλάω. Iconoclasm may also be considered as a back-formation from iconoclast (Greek: εἰκοκλάστης). The corresponding Greek word for iconoclasm is εἰκονοκλασία, eikonoklasia.
2. ↑  A possible translation is also: "There shall be no pictures in the church, lest what is worshipped and adored should be depicted on the walls."

## Literatura
- Alloa, Emmanuel (2013). „Visual Studies in Byzantium: A Pictorial Turnavant la lettre”. Journal of Visual Culture. Sage. 12 (1): 3—29. ISSN 1470-4129. S2CID 191395643. doi:10.1177/1470412912468704. (On the conceptual background of Byzantine iconoclasm)
- Aston, Margaret (1988). England's Iconoclasts: Laws against images. 1. Clarendon Press. ISBN 978-0-19-822438-9.
- —— 2016. Broken Idols of the English Reformation. Cambridge University Press.
- Balafrej, Lamia (2. 9. 2015). „Islamic iconoclasm, visual communication and the persistence of the image”. Interiors. Informa UK. 6 (3): 351—366. ISSN 2041-9112. S2CID 131284640. doi:10.1080/20419112.2015.1125659.
- Barasch, Moshe. 1992. Icon: Studies in the History of an Idea. Icon: Studies in the History of an Idea. New York University Press. август 1992. ISBN 978-0-8147-1172-9.
- Beiner, Guy (2021). „When Monuments Fall: The Significance of Decommemorating”. Éire-Ireland. 56 (1): 33—61. S2CID 240526743. doi:10.1353/eir.2021.0001.
- Besançon, Alain. 2009. The Forbidden Image: An Intellectual History of Iconoclasm. The Forbidden Image: An Intellectual History of Iconoclasm. University of Chicago Press. 15. 3. 2009. ISBN 978-0-226-04414-9.
- Bevan, Robert. 2006. The Destruction of Memory: Architecture at War. The Destruction of Memory: Architecture at War. Reaktion Books. 20. 4. 2007. ISBN 978-1-86189-319-2.
- Boldrick, Stacy, Leslie Brubaker, and Richard Clay, eds. 2014. Striking Images, Iconoclasms Past and Present. Ashgate. (Scholarly studies of the destruction of images from prehistory to the Taliban.)
- Calisi, Antonio. 2017. I Difensori Dell'icona: La Partecipazione Dei Vescovi Dell'Italia Meridionale Al Concilio Di Nicea II 787. I Difensori delle Icone: La Partecipazione dei Vescovi dell'italia Meridionale al Concilio di Nicea II (787 D. C. ). CreateSpace. 11. 12. 2017. ISBN 978-1978401099.
- Freedberg, David. . "The Structure of Byzantine and European Iconoclasm]." Pp. 165–77 in  Bryer, Anthony; Herrin, Judith (1977). Iconoclasm: Papers Given at the Ninth Spring Symposium of Byzantine Studies (PDF). Centre for Byzantine Studies, University of Birmingham. ISBN 978-0-7044-0226-3.. edited by A. Bryer and J. Herrin. [[University of Birmingham], Centre for Byzantine Studies.
- —— [1985] 1993. "Iconoclasts and their Motives," (Second Horst Gerson Memorial Lecture, University of Groningen). Public 8(Fall).
  - Original print: Maarssen: Gary Schwartz. 1985.  978-90-6179-056-3..
- Gamboni, Dario (1997). The Destruction of Art: Iconoclasm and Vandalism since the French Revolution. Reaktion Books. ISBN 978-1-86189-316-1.
- Gwynn, David M (2007). „From Iconoclasm to Arianism: The Construction of Christian Tradition in the Iconoclast Controversy” (PDF). Greek, Roman, and Byzantine Studies. 47: 225—251. Архивирано из оригинала (PDF) 2012-09-16. г. Приступљено 2012-08-06.
- Ivanovic, Filip (2010). Symbol and Icon: Dionysius the Areopagite and the Iconoclastic Crisis. Pickwick. ISBN 978-1-60899-335-2.
- Karahan, Anne (2014). „Byzantine Iconoclasm: Ideology and Quest for Power”.  Ур.: Kolrud, Kristine; Prusac, M. Iconoclasm from antiquity to modernity. Burlington, VT: Ashgate. стр. 75—94. ISBN 978-1-4094-7033-5. OCLC 841051222.
- Lambourne, Nicola (2001). War Damage in Western Europe: The Destruction of Historic Monuments During the Second World War. Edinburgh University Press. ISBN 978-0-7486-1285-7.
- Narain, Harsh (1993). The Ayodhya Temple Mosque Dispute: Focus on Muslim Sources. Delhi: Penman Publishers.
- Shourie, Arun, Sita Ram Goel, Harsh Narain, Jay Dubashi, and Ram Swarup. . . (1990). Hindu Temples - What Happened to Them Vol. I, (A Preliminary Survey). Voice of India. ISBN 81-85990-49-2.
- Spicer, Andrew (2017). „Iconoclasm”. Renaissance Quarterly. Cambridge University Press. 70 (3): 1007—1022. ISSN 0034-4338. S2CID 233344068. doi:10.1086/693887.
- Topper, David R (24. 7. 2014). Idolatry & Infinity: Of Art, Math & God. BrownWalker. ISBN 978-1-62734-506-4.
- Velikov, Yuliyan (2011). Obrazŭt na Nevidimii︠a︡ : ikonopochitanieto i ikonootrit︠s︡anieto prez osmi vek [Image of the Invisible. Image Veneration and Iconoclasm in the Eighth Century] (на језику: бошњачки). Veliko Tarnovo: Veliko Tarnovo University. ISBN 978-954-524-779-8. OCLC 823743049.
- Weeraratna, Senaka ' Repression of Buddhism in Sri Lanka by the Portuguese' (1505 -1658) Архивирано на веб-сајту  (9. март 2021)
- Teodoro Studita, Contro gli avversari delle icone, Emanuela Fogliadini (Prefazione), Antonio Calisi (Traduttore), Jaca Book. 2022.  978-8816417557.
- Beckwith, John (1979). Early Christian and Byzantine Art (2nd изд.). Penguin History of Art (now Yale). ISBN 0140560335.
- Brubaker, L.; Haldon, J. (2001). Byzantium in the Iconoclast Era, c. 680-850: the sources: an annotated survey. Birmingham Byzantine and Ottoman Studies. 7. Aldershot: Ashgate. ISBN 978-0-754-60418-1.
- Brubaker, L.; Haldon, J. (2011). Byzantium in the Iconoclast Era, c. 680-850: A History. Cambridge University Press. ISBN 978-0-521-43093-7.
- Cormack, Robin (1985). Writing in Gold, Byzantine Society and its Icons. London: George Philip. ISBN 054001085-5.
- Gwynn, David (2007). „From Iconoclasm to Arianism: The Construction of Christian Tradition in the Iconoclast Controversy”. Greek, Roman, and Byzantine Studies. 47: 226—251.
- Kitzinger, Ernst (1977). Byzantine art in the making: main lines of stylistic development in Mediterranean art, 3rd-7th century. Faber & Faber. ISBN 0571111548. (US: Cambridge University Press)
- Mango, Cyril (1977). „Historical Introduction”.  Ур.: Bryer; Herrin. Iconoclasm. Centre for Byzantine Studies, University of Birmingham. ISBN 0704402262.
- Mango, Cyril (2002). The Oxford History of Byzantium.
- Noble, Thomas F. X. (2011). Images, Iconoclasm, and the Carolingians. University of Pennsylvania Press. ISBN 9780812202960..
- Pratsch, T. (1997). Theodoros Studites (759–826): zwischen Dogma und Pragma. Frankfurt am Main.
- Leslie Brubaker (2012). Inventing Byzantine Iconoclasm. London: Bristol Classical Press.
- A. Cameron, "The Language of Images: the Rise of Icons and Christian Representation" in D. Wood (ed) The Church and the Arts (Studies in Church History, 28) Oxford: Blackwell, 1992, pp. 1–42.
- H.C. Evans & W.D. Wixom (1997). The glory of Byzantium: art and culture of the Middle Byzantine era, A.D. 843-1261. New York: The Metropolitan Museum of Art. ISBN 9780810965072.
- Fordham University, Medieval Sourcebook: John of Damascus: In Defense of Icons.
- A. Karahan (2014). „Byzantine Iconoclasm: Ideology and Quest for Power”.  Ур.: Eds. K. Kolrud and M. Prusac. Iconoclasm from Antiquity to Modernity. Ashgate Publishing Ltd: Farnham Surrey. стр. 75—94. ISBN 978-1-4094-7033-5.
- R. Schick, The Christian Communities of Palestine from Byzantine to Islamic Rule: A Historical and Archaeological Study (Studies in Late Antiquity and Early Islam 2) Princeton, NJ: Darwin Press, 1995, pp. 180–219.
- P. Brown (1973). „A Dark-Age Crisis: Aspects of the Iconoclastic Controversy”. English Historical Review. 88 (346): 1—33. doi:10.1093/ehr/LXXXVIII.CCCXLVI.1..
- F. Ivanovic, Symbol and Icon: Dionysius the Areopagite and the Iconoclastic Crisis, Eugene: Pickwick, 2010.
- E. Kitzinger (1954). „The Cult of Images in the Age of Iconoclasm”. Dumbarton Oaks Papers. 8: 83—150. JSTOR 1291064. doi:10.2307/1291064..
- Yuliyan Velikov (2011). Image of the Invisible. Image Veneration and Iconoclasm in the Eighth Century. Veliko Turnovo University Press. ISBN 978-954-524-779-8., Veliko Turnovo.  (in Bulgarian).
- Thomas Bremer (2015). Verehrt wird Er in seinem Bilde... Paulinus: Trier. ISBN 978-3-7902-1461-1.. Quellenbuch zur Geschichte der Ikonentheologie. SOPHIA - Quellen östlicher Theologie 37.  (in German).

## Spoljašnje veze
- Iconoclasm in England, Holy Cross College (UK)
- Design as Social Agent at the ICA by Kerry Skemp, April 5, 2009
- Hindu temples destroyed by Muslim rulers in India